# 柏杨林街道
柏杨林街道是中华人民共和国贵州省毕节市七星关区下辖的一个街道办事处。

## 行政区划
柏杨林街道下辖以下村级行政区划单位：
阳光社区、和美社区、幸福社区。